# Konzert für Chile
Konzert für Chile es un álbum en directo de varios intérpretes, lanzado por el sello discográfico alemán Pläne Records en 1974, y grabado en vivo el 21 de mayo de 1974 en Grugahalle, Essen, Alemania Occidental, en un concierto solidario debido a los nueve meses desde el Golpe de Estado en Chile de 1973 realizado por Augusto Pinochet.
Las canciones son interpretadas por los chilenos Quilapayún, Inti-Illimani, Isabel Parra y Patricio Castillo, todos exiliados en Europa producto de la dictadura militar, además de contar con la participación de los alemanes Floh de Cologne, Dieter Süverkrüp, Franz Josef Degenhardt, Reinhold Ohngemach y Dietrich Kittner.
La primera canción del álbum incluye una voz grabada de Víctor Jara, quien fue torturado y asesinado en Chile en 1973, a pocos días de realizado el Golpe de Estado.

## Lista de canciones[2][3]
| N.º     | Título                               | Música                        | Intérprete                      | Duración |  |
| 1.      | «Herminda de la Victoria»            | Víctor Jara                   | Víctor Jara                     | 2:07     |  |
| 2.      | «Plegaria a un labrador»             | Víctor Jara                   | Quilapayún                      | 3:24     |  |
| 3.      | «Que lindas son las obreras»         | Víctor Jara                   | Quilapayún                      | 3:23     |  |
| 4.      | «Con el alma llena de banderas»      | Víctor Jara                   | Quilapayún                      | 5:08     |  |
| 5.      | «Lo único que tengo»                 | Víctor Jara                   | Isabel Parra                    | 3:05     |  |
| 6.      | «Te recuerdo Amanda»                 | Víctor Jara                   | Patricio Castillo               | 2:30     |  |
| 7.      | «Dónde esta la patria»               | Isabel Parra                  | Isabel Parra, Patricio Castillo | 3:23     |  |
| 8.      | «Marsch der mumien III»              | Floh de Cologne               | Floh de Cologne                 | 4:10     |  |
| 9.      | «Des volkes fesseln»                 | Floh de Cologne               | Floh de Cologne                 | 4:26     |  |
| 10.     | «Ya parte el galgo terrible»         | Pablo Neruda, Sergio Ortega   | Inti-Illimani                   | 2:42     |  |
| 11.     | «Chile herido»                       | Inti-Illimani, Luis Advis     | Inti-Illimani                   | 3:15     |  |
| 12.     | «El aparecido»                       | Víctor Jara                   | Inti-Illimani                   | 3:44     |  |
| 13.     | «La segunda independencia»           | R. Lenna                      | Inti-Illimani                   | 2:34     |  |
| 14.     | «Dieser chilenische sommer war süss» | R. Bergmann, H.W. Henze       | Dieter Süverkrüp                | 3:38     |  |
| 15.     | «Station Chile»                      | F.J. Degenhardt               | Franz Josef Degenhardt          | 5:00     |  |
| 16.     | «Wir sind fünftausend»               | Víctor Jara                   | Reinhold Ohngemach              | 2:42     |  |
| 17.     | «Allende lebt»                       | D. Kittner                    | Dietrich Kittner                | 2:13     |  |
| 18.     | «El pueblo unido jamás será vencido» | Sergio Ortega                 | Inti-Illimani, Quilapayún       | 4:29     |  |
| 19.     | «Venceremos»                         | Sergio Ortega, Claudio Iturra | Tutti gli artisti               | 4:14     |  |
| 1:06:16 |                                      |                               |                                 |          |  |